# Temporada 1990-91 de los New York Knicks
La temporada 1990-91 fue la cuadragésimo quinta de los New York Knicks en la NBA. La temporada regular acabó con 39 victorias y 43 derrotas, ocupando el octavo puesto de la conferencia, clasificándose para los playoffs, en los que cayeron en primera ronda ante Chicago Bulls.

## Elecciones en elDraft
| Ronda | Puesto | Jugador       | Posición  | Nacionalidad   | Universidad |
| ----- | ------ | ------------- | --------- | -------------- | ----------- |
| 1     | 17     | Jerrod Mustaf | Ala-Pívot | Estados Unidos | Maryland    |

## Temporada regular
| División Atlántico   | División Atlántico | División Atlántico | División Atlántico | División Atlántico | División Atlántico | División Atlántico | División Atlántico | División Atlántico |
| Equipo               | G                  | P                  | %                  | PD                 | Casa               | Fuera              | Div                |                    |
| -------------------- | ------------------ | ------------------ | ------------------ | ------------------ | ------------------ | ------------------ | ------------------ | ------------------ |
| y-Boston Celtics     | 56                 | 26                 | .683               | —                  | 35–6               | 21–20              | 20-6               |                    |
| x-Philadelphia 76ers | 44                 | 38                 | .537               | 12                 | 29-12              | 15-26              | 14-12              |                    |
| x-New York Knicks    | 39                 | 43                 | .476               | 17                 | 21-20              | 18-23              | 17–9               |                    |
| Washington Bullets   | 30                 | 52                 | .366               | 26                 | 21-20              | 9-32               | 10-16              |                    |
| New Jersey Nets      | 26                 | 56                 | .317               | 30                 | 20-21              | 6–35               | 8-18               |                    |
| Miami Heat           | 24                 | 58                 | .293               | 32                 | 18-23              | 6-35               | 9-17               |                    |

## Playoffs

### Primera ronda
Chicago Bulls  vs. New York Knicks
| Fecha       | Partido                               | Ciudad     |
| ----------- | ------------------------------------- | ---------- |
| 25 de abril | Chicago Bulls 126, New York Knicks 85 | Chicago    |
| 28 de abril | Chicago Bulls 89, New York Knicks 79  | Chicago    |
| 30 de abril | New York Knicks 94, Chicago Bulls 103 | Nueva York |
|             | Chicago Bulls gana las series 3-0     |            |

## Estadísticas

### Temporada regular
| Rk | Jugador           | Edad | P  | PT | MP   | TC   | TCI  | %TC  | T3  | T3I | %T3  | TL  | TLI | %TL   | RO  | RD  | RT   | AS  | RB  | TAP | BP  | FP  | PTS  |
| -- | ----------------- | ---- | -- | -- | ---- | ---- | ---- | ---- | --- | --- | ---- | --- | --- | ----- | --- | --- | ---- | --- | --- | --- | --- | --- | ---- |
| 1  | Patrick Ewing     | 28   | 81 | 81 | 38.3 | 10.4 | 20.3 | .514 | 0.0 | 0.1 | .000 | 5.7 | 7.7 | .745  | 2.4 | 8.8 | 11.2 | 3.0 | 1.0 | 3.2 | 3.6 | 3.5 | 26.6 |
| 2  | Charles Oakley    | 27   | 76 | 74 | 36.0 | 4.0  | 7.8  | .516 | 0.0 | 0.0 | .000 | 3.1 | 4.0 | .784  | 4.0 | 8.1 | 12.1 | 2.7 | 0.8 | 0.2 | 2.8 | 3.8 | 11.2 |
| 3  | Kiki Vandeweghe   | 32   | 75 | 72 | 32.3 | 6.1  | 12.4 | .494 | 0.7 | 1.9 | .362 | 3.5 | 3.8 | .899  | 1.0 | 1.4 | 2.4  | 1.5 | 0.6 | 0.1 | 1.4 | 1.6 | 16.3 |
| 4  | Gerald Wilkins    | 27   | 68 | 56 | 31.8 | 5.6  | 11.8 | .473 | 0.1 | 0.6 | .209 | 2.5 | 3.0 | .820  | 1.1 | 1.9 | 3.0  | 4.0 | 1.2 | 0.3 | 2.4 | 2.7 | 13.8 |
| 5  | Maurice Cheeks    | 34   | 76 | 64 | 28.3 | 3.2  | 6.4  | .499 | 0.1 | 0.3 | .250 | 1.4 | 1.7 | .814  | 0.3 | 2.0 | 2.3  | 5.7 | 1.7 | 0.1 | 1.4 | 1.8 | 7.8  |
| 6  | Mark Jackson      | 25   | 72 | 21 | 22.2 | 3.5  | 7.1  | .492 | 0.2 | 0.7 | .255 | 1.6 | 2.2 | .731  | 0.9 | 1.9 | 2.7  | 6.3 | 0.8 | 0.1 | 1.9 | 1.1 | 8.8  |
| 7  | John Starks       | 25   | 61 | 10 | 19.2 | 3.0  | 6.7  | .439 | 0.4 | 1.5 | .290 | 1.3 | 1.7 | .752  | 0.5 | 1.7 | 2.1  | 3.3 | 1.0 | 0.3 | 1.2 | 2.2 | 7.6  |
| 8  | Trent Tucker      | 31   | 65 | 13 | 18.4 | 2.9  | 6.7  | .440 | 1.0 | 2.4 | .418 | 0.3 | 0.4 | .630  | 0.5 | 1.1 | 1.6  | 1.7 | 0.7 | 0.1 | 0.7 | 1.8 | 7.1  |
| 9  | Brian Quinnett    | 24   | 68 | 5  | 14.9 | 2.0  | 4.5  | .459 | 0.2 | 0.6 | .349 | 0.4 | 0.5 | .722  | 1.0 | 1.2 | 2.1  | 0.8 | 0.3 | 0.2 | 0.8 | 1.5 | 4.7  |
| 10 | Kenny Walker      | 26   | 54 | 8  | 14.3 | 1.5  | 3.5  | .435 | 0.0 | 0.0 | .000 | 1.2 | 1.5 | .780  | 1.2 | 1.7 | 2.9  | 0.2 | 0.3 | 0.6 | 0.6 | 1.7 | 4.3  |
| 11 | Jerrod Mustaf     | 21   | 62 | 5  | 13.3 | 1.7  | 3.7  | .465 | 0.0 | 0.0 | .000 | 0.9 | 1.4 | .644  | 0.8 | 1.9 | 2.7  | 0.6 | 0.2 | 0.2 | 1.0 | 1.8 | 4.3  |
| 12 | Eddie Lee Wilkins | 28   | 68 | 1  | 9.8  | 1.7  | 3.8  | .447 | 0.0 | 0.0 | .000 | 0.8 | 1.3 | .567  | 1.0 | 1.6 | 2.6  | 0.2 | 0.3 | 0.1 | 0.7 | 1.3 | 4.1  |
| 13 | Greg Grant        | 24   | 22 | 0  | 4.9  | 0.5  | 1.2  | .370 | 0.0 | 0.1 | .333 | 0.2 | 0.3 | .833  | 0.0 | 0.4 | 0.5  | 0.9 | 0.4 | 0.0 | 0.5 | 0.5 | 1.2  |
| 14 | Stuart Gray       | 27   | 8  | 0  | 4.6  | 0.5  | 1.5  | .333 | 0.0 | 0.0 |      | 0.4 | 0.4 | 1.000 | 0.3 | 1.0 | 1.3  | 0.0 | 0.0 | 0.1 | 0.3 | 0.8 | 1.4  |

### Playoffs
| Rk | Jugador           | Edad | P | PT | MP   | TC  | TCI  | %TC  | T3  | T3I | %T3  | TL  | TLI | %TL   | RO  | RD  | RT   | AS  | RB  | TAP | BP  | FP  | PTS  |
| -- | ----------------- | ---- | - | -- | ---- | --- | ---- | ---- | --- | --- | ---- | --- | --- | ----- | --- | --- | ---- | --- | --- | --- | --- | --- | ---- |
| 1  | Patrick Ewing     | 28   | 3 | 3  | 36.7 | 6.0 | 15.0 | .400 | 0.0 | 0.0 |      | 4.7 | 6.0 | .778  | 0.7 | 9.3 | 10.0 | 2.0 | 0.3 | 1.7 | 3.7 | 4.0 | 16.7 |
| 2  | Maurice Cheeks    | 34   | 3 | 3  | 33.7 | 4.7 | 7.7  | .609 | 0.3 | 1.0 | .333 | 0.3 | 0.7 | .500  | 1.0 | 2.0 | 3.0  | 5.3 | 1.0 | 0.3 | 2.7 | 3.0 | 10.0 |
| 3  | Charles Oakley    | 27   | 3 | 3  | 33.3 | 3.3 | 7.0  | .476 | 0.0 | 0.0 |      | 1.0 | 2.0 | .500  | 5.0 | 5.3 | 10.3 | 1.0 | 0.7 | 0.3 | 2.3 | 4.3 | 7.7  |
| 4  | Kiki Vandeweghe   | 32   | 3 | 3  | 33.0 | 4.3 | 10.7 | .406 | 1.0 | 1.7 | .600 | 7.3 | 8.3 | .880  | 0.3 | 2.3 | 2.7  | 1.3 | 0.3 | 0.0 | 4.0 | 2.7 | 17.0 |
| 5  | Gerald Wilkins    | 27   | 3 | 1  | 26.0 | 4.7 | 12.7 | .368 | 0.7 | 2.3 | .286 | 0.7 | 0.7 | 1.000 | 0.7 | 2.0 | 2.7  | 1.7 | 1.7 | 0.3 | 2.7 | 3.7 | 10.7 |
| 6  | Trent Tucker      | 31   | 3 | 2  | 22.0 | 3.0 | 8.3  | .360 | 1.3 | 3.3 | .400 | 0.7 | 0.7 | 1.000 | 1.0 | 3.0 | 4.0  | 3.0 | 0.3 | 0.0 | 0.3 | 2.3 | 8.0  |
| 7  | Eddie Lee Wilkins | 28   | 1 | 0  | 13.0 | 4.0 | 6.0  | .667 | 0.0 | 0.0 |      | 1.0 | 2.0 | .500  | 2.0 | 0.0 | 2.0  | 0.0 | 0.0 | 0.0 | 2.0 | 4.0 | 9.0  |
| 8  | Mark Jackson      | 25   | 3 | 0  | 12.0 | 0.3 | 1.0  | .333 | 0.0 | 0.0 |      | 0.0 | 0.0 |       | 0.0 | 0.0 | 0.0  | 2.7 | 0.3 | 0.3 | 1.7 | 0.3 | 0.7  |
| 9  | Brian Quinnett    | 24   | 3 | 0  | 12.0 | 1.3 | 2.7  | .500 | 0.3 | 1.0 | .333 | 0.0 | 0.0 |       | 0.0 | 0.3 | 0.3  | 1.0 | 0.3 | 0.0 | 0.7 | 0.7 | 3.0  |
| 10 | Kenny Walker      | 26   | 3 | 0  | 10.3 | 1.3 | 2.7  | .500 | 0.0 | 0.0 |      | 0.7 | 0.7 | 1.000 | 0.7 | 1.7 | 2.3  | 0.7 | 0.3 | 0.3 | 1.0 | 2.7 | 3.3  |
| 11 | John Starks       | 25   | 3 | 0  | 9.3  | 0.7 | 1.7  | .400 | 0.0 | 0.0 |      | 0.7 | 0.7 | 1.000 | 0.3 | 0.7 | 1.0  | 2.0 | 0.0 | 0.0 | 2.0 | 1.3 | 2.0  |
| 12 | Jerrod Mustaf     | 21   | 3 | 0  | 7.3  | 1.3 | 1.7  | .800 | 0.0 | 0.0 |      | 1.3 | 1.7 | .800  | 1.0 | 0.7 | 1.7  | 0.0 | 0.0 | 0.3 | 0.3 | 0.7 | 4.0  |

## Galardones y récords
| Jugador   | Galardón                              |
| Pat Ewing | 2.º Mejor quinteto de la NBA All-Star |